# Джуліан Пірс (хокеїст на траві)
Джуліан Пірс (англ. Julian Pearce, 15 квітня 1937) — австралійський хокеїст на траві.
Срібний призер Олімпійських Ігор 1968 року, бронзовий призер 1964 року, учасник 1960 року.